# باشگاه فوتبال کریستال پالاس (۱۸۶۱)
باشگاه فوتبال کریستال پالاس (به انگلیسی: Crystal Palace F.C.) یک باشگاه فوتبال آماتور بود که در سال ۱۸۶۱ تأسیس شد و عمر کوتاهی داشت. در سال‌های شکل‌گیری فوتبال به توسعه آن کمک کرد. آن‌ها از اعضای بنیان‌گذار اتحادیه فوتبال انگلستان در سال ۱۸۶۳ بودند و در اولین دوره از مسابقات جام حذفی فوتبال انگلستان در فصل ۷۲–۱۸۷۱ شرکت کردند.
این باشگاه در حدود سال ۱۸۷۶ منحل شد و آخرین فهرست ورودی آن در نسخه سال ۱۸۷۵ سالنامه فوتبال منتشر شد. باشگاه حرفه‌ای فعلی کریستال پالاس ادعا می‌کند که دنباله این باشگاه است، اگرچه این موضوع توسط مورخان فوتبال مورد مناقشه قرار گرفته است.

## تاریخچه

### شکل‌گیری

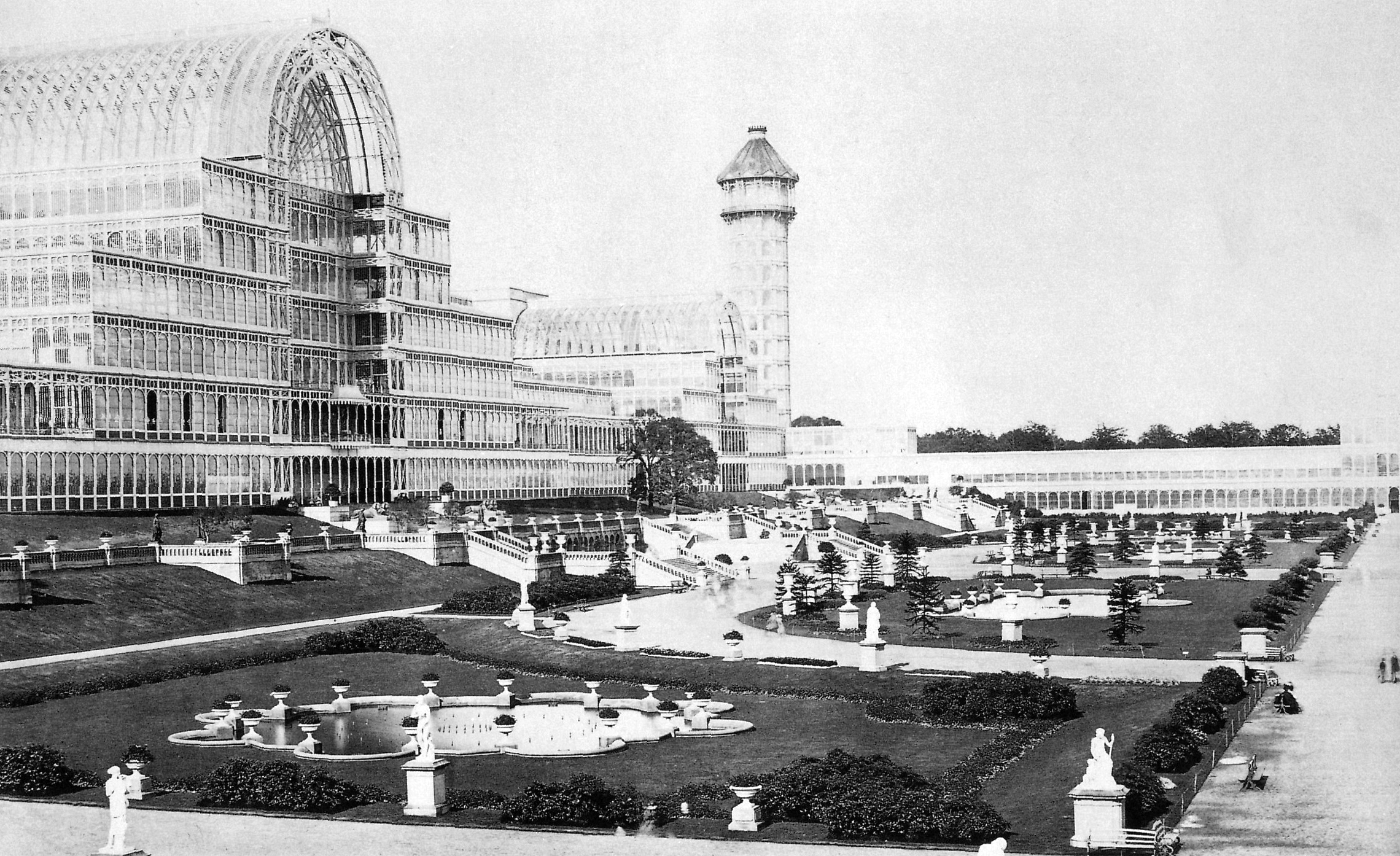
ساختمان نمایشگاه کریستال پالاس در سال ۱۸۵۴ در مکان جدیدش در سیدانم هیل. این باشگاه فوتبال در دو دوره در این زمین، یعنی پارک کریستال پالاس، بازی می‌کرد.

در سال ۱۸۵۴، ملکه ویکتوریا ساختمان جدید نمایشگاه کریستال پالاس را در جنوب لندن، نزدیک سیدانم هیل، افتتاح کرد. این ساختمان در سال ۱۸۵۱، زمانی که میزبان نمایشگاه بزرگ در هاید پارک لندن بود، شهرت پیدا کرد. پارک کریستال پالاس که محل ساختمان نمایشگاه را احاطه کرده بود، رسماً در سال ۱۸۵۶ افتتاح شد و امکانات ورزشی مختلفی از جمله زمین کریکت را در خود جای داد. در همین مکان بود که اولین باشگاه فوتبال کریستال پالاس در سال ۱۸۶۱ تشکیل شد. بسیاری از بازیکنان اصلی آن، اعضای باشگاه کریکت کریستال پالاس بودند که در سال ۱۸۵۷ تأسیس شده بود.

### زمین‌ها
این باشگاه در ابتدا از زمین کریکت در پارک کریستال پالاس برای بازی استفاده می‌کرد.  در ۵ آوریل ۱۸۶۲ اولین بازی پالاس در این زمین ثبت شد و رقیبشان باشگاه فوتبال فارست بود که بعدها نامش به باشگاه فوتبال واندررز تغییر کرد. برای فصل‌های ۶۵–۱۸۶۴ و ۶۶–۱۸۶۵، این باشگاه به زمینی در پشت کروکد بیلت، پنج، نقل مکان کرد. در فصل ۶۷–۱۸۶۶ آنها بی‌زمین ماندند و تنها سه بازی ثبت شده را می‌توان از این تیم در مطبوعات ورزشی آن دوران پیدا کرد. در گزارشی از یک مسابقه در دسامبر ۱۸۶۷ اشاره شده‌است که «این باشگاه سال گذشته به دلیل از دست دادن زمین خود در پنج و عدم امکان دستیابی به زمین دیگری که مناسب آنها باشد، احتمالاً منقرض شد.» در همان گزارش آمده است که این باشگاه «شروعی تازه... در قسمتی از زمین کریکت پارک کریستال پالاس خواهد داشت». آخرین بازی این تیم که در کریستال پالاس انجام شد به تاریخ ۹ ژانویه ۱۸۷۵ مقابل باشگاه فوتبال ریگیت پریوری بود. تمام بازی‌های باقی‌مانده از آن فصل و فصل ۷۶–۱۸۷۵ خارج از خانه برگزار شد.

### بازیکنان
در فاصله سال‌های ۱۸۶۸ تا ۱۸۷۵، سالنامه‌های فوتبال تعداد اعضای این باشگاه را بین ۶۰ تا ۷۰ نفر ثبت کرده‌اند. بازیکنان معمولاً تاجران ثروتمند طبقه متوسط رو به بالا بودند که اوقات فراغتشان را برای شرکت در رقابت‌های ورزشی سپری می‌کردند.
داگلاس آلپورت بیش از چهارده فصل برای باشگاه بازی کرد و در آن زمان به عنوان کاپیتان، صندوقدار و دفتردار باشگاه و نماینده اتحادیه فوتبال فعالیت داشت. والتر کاتبیل (۱۸۴۳–۱۹۱۵) و آرتور کاتبیل (۱۸۴۷–۱۹۲۹) از اعضای برجسته و هر دو از دانش‌آموزان سابق مدرسه فارست بودند که مدرسه‌ای پیشرو در توسعه اولیه فوتبال بود.
والتر دورلینگ (۱۸۵۵–۱۹۲۵)، برادر ناتنی ایزابلا بیتون، بین سال‌های ۱۸۷۲ تا ۱۸۷۵ برای این باشگاه بازی کرد. بازیکن دیگری به نام جورج روتلند بارینگتون فلیت (۱۸۵۳–۱۹۲۲) که در پنج متولد شده بود و نام هنری‌اش روتلند بارینگتون بود، بعدها به عنوان ستاره‌ای از تولیدات گیلبرت و سالیوان به شهرت رسید. فرانسیس لوسکومب (۱۹۲۶–۱۸۴۹)، که کاپیتان تیم ملی راگبی انگلیس بود، بین سال‌های ۱۸۶۹ تا ۱۸۷۱ برای این باشگاه بازی کرد.
جیمز ترنر (۱۹۲۲–۱۸۳۹) متولد کرویدون، تاجر شراب، عضو کمیته و دروازه‌بان پالاس بود که پس از تشکیل اتحادیه فوتبال انگلستان، دومین صندوقدار آن شد. در دهه ابتدائی شکل‌گیری اتحادیه، بازیکنان مختلف پالاس از اعضای تأثیرگذار کمیته اتحادیه فوتبال بودند.
هنگامی که فوتبال بین‌المللی در سال‌های ۱۸۷۰ و ۱۸۷۲ آغاز شد، بازیکنان کریستال پالاس هم در بازی‌های «غیررسمی» و هم در بازی‌های رسمی که اولین بازی‌های بین‌المللی بودند، حضور داشتند.
چهار بازیکن بین سال‌های ۱۸۷۲ تا ۱۸۷۶ در بازی‌های بین‌المللی مقابل اسکاتلند برای تیم ملی انگلیس به میدان رفتند:
- چارلز چنری (مهاجم) (با ۳ بازی ملی) >>> اولین وقایع‌نگار فوتبال بین‌المللی معاصر شناخته شده. چنری بین ۱ ژانویه ۱۸۷۴ تا ۱۹ ژوئن ۱۸۷۵ خاطرات خود را ثبت می‌کرد. این نوشته‌ها شامل بازی‌های فوتبال و کریکت از جمله آخرین بازی ملی او مقابل اسکاتلند در سال ۱۸۷۴ است. او تنها بازیکن انگلیس بود که در سه بازی بین‌المللی اول تیم حضور داشت.[۲۳]

- الکساندر مورتن (دروازه‌بان) (با ۱ بازی ملی) >>> مورتن مسن‌ترین بازیکنی است که تاکنون برای انگلیس اولین بازی خود را انجام داده است (۴۱ ساله).
- آرتور سویج (دروازه‌بان) (با ۱ بازی ملی)
- چارلز ایستلیک اسمیت (مهاجم) (با ۱ بازی ملی)

### حمایت از قوانین اتحادیه
در سال ۱۸۶۳، این باشگاه از اعضاء مؤسس اتحادیه فوتبال شد. چارلز الکوک، اینگونه توصیف می‌کند که این باشگاه به همراه باشگاه‌های واندررز، بارنز و باشگاه بی‌نام، چهار باشگاهی بودند که در سال‌های اولیه فوتبال، «ستون فقرات بازی فوتبال» را تشکیل دادند. در اولین دهه حیات اتحادیه، نمایندگان این باشگاه در تمام جلسات مجمع عمومی سالانه اتحادیه فوتبال شرکت کردند و در همین زمان قوانین بازی شروع به تکامل کرد. در سال ۱۸۶۷، تنها شش نماینده در مجمع عمومی سالانه شرکت کردند، از جمله والتر کاتبیل، نماینده کریستال پالاس که با تصویب دو مورد از قوانین شفیلد مخالفت کرد. پیشنهادهایی برای تصویب دروازه (دروازه‌ای دیگر در یکی از دو طرف دروازه اصلی) و لغو قانون آفساید ارائه شد که هر دو با مخالفت مواجه شدند.

### ایجاد جام حذفی فوتبال انگلستان
در جلسه کمیته اتحادیه فوتبال که در ۱۶ اکتبر ۱۸۷۱ برای بحث در مورد ایجاد مسابقات جام حذفی برگزار شد، داگلاس آلپورت، کاپیتان و دفتردار کریستال پالاس (۱۹۱۵–۱۸۳۸)، پیشنهاد داد کمیته‌ای برای تدوین قوانین مورد نیاز برای این مسابقات تشکیل شود. او همچنین عضو هیئتی بود که جام را انتخاب و خریداری کرد.
پالاس در اولین دوره از مسابقات جام حذفی در فصل ۷۲–۱۸۷۱ شرکت کرد و به نیمه نهایی رسید، جایی که پس از تساوی در بازی اول مقابل رویال انجینیرز، بازی مجدد را باختند. از نظر فنی، این اولین بازی مجدد در جام حذفی بود، زیرا قانون ۸ این مسابقات به هر دو تیم اجازه می‌داد در صورت تساوی صعود کنند و پالاس پس از تساوی با هیچین و واندررز از این قانون استفاده کرده بود - تساوی دوم پس از بازی با سیستم نوآورانه ۲-۱-۷، با دو مدافع کناری برای مقابله با تهدید واندررز، به جای سیستم سنتی ۱-۱-۸ یا سیستم جدید ۱-۲-۷. این باشگاه همچنین در چهار فصل بعدی در جام حذفی انگلیس بازی کرد، اما دیگر هرگز به آن مرحله نرسید.

### انحلال باشگاه

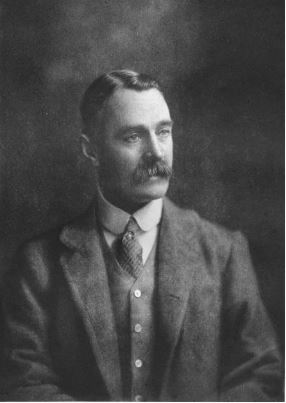
ویلیام برادریک کلیت در آخرین بازی ثبت‌شده از کریستال پالاس در ۱۸ دسامبر ۱۸۷۵ مقابل بارنز بازی کرد.

در ۹ ژانویه ۱۸۷۵، آخرین بازی خانگی باشگاه در کریستال پالاس ثبت شد که پیروزی ۵–۰ مقابل ریگیت پریوری بود. پس از آن شانزده بازی خارج از خانه انجام دادند که آخرینشان، بازی مقابل بارنز در ۱۸ دسامبر ۱۸۷۵ بود. برای ۴ مارس ۱۸۷۶، یک بازی مقابل مدرسه وست‌مینستر در میدان وینسنت، برنامه‌ریزی شد که به دلیل «ناتوانی پالاسی‌ها در تشکیل یک تیم» برگزار نشد.
تا پایان فصل ۷۶–۱۸۷۵، بازیکنان همچنان کریستال پالاس را به عنوان باشگاه اصلی خود برای حضور در مسابقات رسمی معرفی می‌کردند، اما فصل بعد، کاپیتان باشگاه، چارلز ایستلیک اسمیت برای واندررز بازی کرد.
از دست دادن زمین برای دومین بار، منجر به انحلال باشگاه در سال ۱۸۷۶ شد. در ژانویه ۱۸۸۳ تلاشی ناموفق برای راه‌اندازی مجدد باشگاه صورت گرفت. پس از آن یک تیم با نام «کریستال پالاس روورز»، در والتامستو با پیلگریمز رقابت کرد. اتلتیک نیوز اظهار داشت که «این تلاشی برای احیای افتخارات گذشته باشگاه قدیمی کریستال پالاس بود که در زمان خود یکی از قوی‌ترین اجتماعات پایتخت بود، اما در نهایت به دلیل سوءتفاهم با مقامات پالاس درباره زمینشان، تلاششان ناکام ماند.»

## پیوند با باشگاه امروزی
پس از ادعای دو مورخ باشگاه مبنی بر آنکه دو باشگاه فعلی پالاس و باشگاه سال ۱۸۶۱ به دلیل مالکیت شرکت کریستال پالاس بر هر دو باشگاه، با هم مرتبطند، باشگاه حرفه‌ای فعلی کریستال پالاس ادعا می‌کند که ادامه باشگاه سال ۱۸۶۱ است. این امر منجر شد تا باشگاه فعلی ادعا کند، کریستال پالاس باید به عنوان قدیمی‌ترین باشگاه فوتبال حرفه‌ای موجود در جهان شناخته شود. این ادعا توسط سایر مورخان فوتبال مورد مناقشه قرار گرفته است، و همچنین پس از بررسی دقیق موزه ملی فوتبال، توسط اتحادیه فوتبال رد شده است. اتحادیه فوتبال انگلیس در آوریل ۲۰۲۲ به روزنامه تایمز گفت: «در میان این مورخان، اجماع گسترده این است که هیچ ارتباط روشن، قابل توجه و مداومی بین باشگاه کریستال پالاس که در سال ۱۸۶۱ تأسیس شد و باشگاهی که در سال ۱۹۰۵ تأسیس شد، وجود ندارد. بنابراین، ما همچنان تاریخ تأسیس باشگاه‌هایی با نام کریستال پالاس را که در سال ۱۸۶۱ و ۱۹۰۵ تأسیس شده‌اند، جداگانه به رسمیت خواهیم شناخت.» اتحادیه فوتبال در وب‌سایت خود می‌گوید که باشگاه کریستال پالاس که در زمان تشکیل اتحادیه فوتبال انگلیس در ۲۶ اکتبر ۱۸۶۳ وجود داشته است، «هیچ ارتباطی با باشگاه فعلی حاضر در لیگ برتر ندارد.»

## رنگ‌ها
این باشگاه رنگ‌های پیراهن‌های خود را آبی و سفید، با شورت و جوراب‌های آبی تیره انتخاب کرد. اگرچه هیچ سندی از الگوی طرح پیراهن وجود ندارد، اما طراحی معمول در آن دوران برای پیراهن، حلقه‌ای بود، مگر اینکه خلاف آن ذکر شده باشد.

## افتخارات
- جام حذفی
  - نیمه‌نهائی‌ها: ۷۲–۱۸۷۱

## یادداشت
1. ↑  The Palatians
2. ↑  Penge
3. ↑  Douglas Allport
4. ↑  Walter Cutbill
5. ↑  Arthur Cutbill
6. ↑  Walter Dorling
7. ↑  George Rutland Barrington Fleet
8. ↑  Westminster School
9. ↑  Crystal Palace Rovers
10. ↑  Athletic News